# Prospalta atricupreoides
Prospalta atricupreoides är en fjärilsart som beskrevs av Draeseke 1928. Prospalta atricupreoides ingår i släktet Prospalta och familjen nattflyn. Inga underarter finns listade i Catalogue of Life.